# Italian Songbook Volume 2
Italian Songbook Vol. 2 è il sesto album da solista del cantante italiano Morgan, è il secondo volume del progetto "Italian Songbook" pubblicato nel 2012 dalla Columbia.

## Il disco
Morgan lo aveva concepito come un disco "interattivo", una sorta di puzzle del quale l'ascoltare avrebbe potuto fruire in modo soggettivo, componendolo scegliendo tra le differenti versioni dei brani messi a disposizione dell'ascoltatore. Il titolo originale era Ecomob (Esplosione Combinatoria dei Mondi Biforcanti) e avrebbe dovuto contenere 11 brani più altri 7 distribuibili probabilmente in download digitale. Un progetto obiettivamente complesso e complicato da realizzare e, prevedibilmente, non portato a compimento a causa della difficile distribuzione.
Alla fine la casa discografica optò per un album più accessibile, scegliendo tra le versioni delle canzoni quelle ritenute più godibili. Scelte ritenute da Morgan opinabili perché valutate come le peggiori. A tal proposito ha dichiarato:
È composto da reinterpretazioni di brani d'autore italiani e da due inediti: 'Desolazione' (brano strumentale che apre il disco): e 'Una nuova canzone'. Per le cover di Io che non vivo (senza te) e Sole malato sono presenti sia una versione in italiano che una in inglese. È presente anche una versione orchestrale di Speak Softly Love, famosissimo tema tratto dal film Il padrino e, in chiusura del disco, il suo riadattamento in lingua italiana intitolato Parla più piano, con testo di Gianni Boncompagni e cantata originariamente da Gianni Morandi sull'album Il mondo cambierà del 1972.

## Tracce
1. Desolazione - 2:38 (Morgan)
2. Marianne - 3:34 (cover di Sergio Endrigo)
3. Si può morire - 4:09 (Morgan e i Cluster; cover de I Gufi)
4. Io che non vivo (senza te) (english version) - 2:24 (cover di Pino Donaggio)
5. Hobby - 2:50 (cover di Luigi Tenco)
6. Il gioco del cavallo a dondolo - 4:11 (cover di Roberto De Simone)
7. Abbracciami - 4:35 (cover di Charles Aznavour)
8. Donna bella non mi va - 2:11 (cover di Rodolfo De Angelis)
9. Speak softly love - 4:16 (cover di Larry Kusic e Nino Rota dalla colonna sonora de Il Padrino)
10. Sole Malato - 3:35  (cover di Domenico Modugno)
11. Una nuova canzone - 4:29 (Morgan)
12. Non insegnate ai bambini - 4:30 - (cover di Giorgio Gaber)
13. Io che non vivo (senza te) - 2:24 (cover di Pino Donaggio)
14. Sole malato (english version) - 3:23 (cover di Domenico Modugno)
15. Parla più piano - 6:44 (musica di Nino Rota, testo italiano di Gianni Boncompagni)

## Classifiche
| Classifica (2012) | Posizione massima |
| ----------------- | ----------------- |
| Italia            | 35                |